# Joseph Rulot
Joseph Louis Rulot (Luik, 29 januari 1853 – Herstal, 16 februari 1919) was een Belgisch beeldhouwer en tekenaar.

## Leven en werk
Joseph Rulot en zijn tweelingzus Marie Louise werden geboren aan de Rue de la Casquette in Luik, als kinderen van beeldhouwer en ornamentist Jean Louis Rulot en Henriette Josephine Moreau. Hij leerde houtsnijden in het atelier van zijn vader, die een toekomst voor zijn zoon als ambachtsman voorzag. Vader maakte onder andere een eikenhouten altaar voor de Sint-Jozefkerk in Manaihant en -naar tekening van zijn zoon- een preekstoel voor de Onze-Lieve-Vrouw-Onbevlekt-Ontvangenkerk in Luik. Joseph wilde liever de artistieke kant op en volgde een opleiding aan de Academie voor Schone Kunsten in Luik, als leerling van Prosper Drion. Hij liep daarnaast stage bij beeldhouwer Lambert Herman en juwelier Duparc. Hij ontving aan de Academie diverse onderscheidingen voor tekenen en modelleren. In 1906 volgde hij zijn leermeester Drion op als leraar beeldhouwen. Tot zijn leerlingen behoorden Jules Brouns en Robert Massart.
Rulot tekende landschappen, portretten en sculptuurtekeningen, en voorzag onder meer twee uitgebrachte toneelstukken van Jules Sauvenière van illustraties. Als beeldhouwer ontwierp hij bustes, gedenktekens, grafmonumenten en penningen. Hij was vaak ontevreden over zijn eigen werk. Rulot nam een aantal keren deel aan tentoonstellingen, maar vooral binnen België. Hij schreef kunstkritieken en publiceerde in 1905 het artikel "Le Sentiment wallon en sculpture".

In 1895 won Rulot een prijsvraag voor een monument ter ere van de Waalse dichter Nicolas Defrêcheux. Hij ontwierp een monument met drie vrouwelijke figuren die samen de Waalse Genie symboliseren: La Légende, La Fantaisie en Naïveté. Het comité kreeg de financiering niet rond. Rond 1908 kreeg Rulot de opdracht voor een beeldhouwwerk voor de grafkelder van de familie Bouvy op de begraafplaats van Robermont. Hij maakte diverse ontwerpen van een piëta en een bas-reliëf. Rulot legateerde zijn bezittingen en werken aan zijn leerling en vriend Jules Brouns, op voorwaarde dat hij waar mogelijk diens werk zou voltooien. Brouns rondde na Rulots overlijden inderdaad diens werk voor de grafkapel af, maakte in 1920 naar Rulots ontwerp een bronzen beeld voor het oorlogsmonument voor Rhées en hakte La Légende in steen, dat in 1956 door de stad Luik werd aangekocht. In 1971 schonken de dochters van Brouns stukken uit de nalatenschap van Rulot en hun vader aan het Musée Communal in Herstal.
Rulot woonde tot haar overlijden in 1915 samen met zijn tweelingzus. Hij overleed op 66-jarige leeftijd en werd begraven op de begraafplaats van Robermont. 

## Enkele werken
- 1894: ontwerp voor een monument ter ere van de Luikse componist César Franck (1822-1890), niet uitgevoerd.
- 1895: ontwerp voor een monument ter ere van de Waalse dichter Nicolas Defrêcheux (1825-1874). Het beeld La Légende werd postuum uitgevoerd door Jules Brouns en staat in Parc de la Boverie in Luik.
- Buste van Marianne voor het Maison du Peuple in Angleur.
- 1903: la Pensée Libre, allegorisch bronzen beeld voor het grafmonument van Oscar Beck (1852-1894), oprichter van Libre Pensée in Luik, op de Cimetière de Foxhalle in Herstal.
- 1908: Monument du centenaire of Fléchet-fontein, bij de Sint-Pieterskerk in Weerst. Fontein met bustes van vier burgemeesters uit de familie Fléchet, onder wie Guillaume Fléchet en Ferdinand Fléchet. In samenwerking met architect Paul Tombeur en beeldhouwer Jenny Lorrain.
- 1914: ontwerp oorlogsmonument voor Rhées.

## Galerij

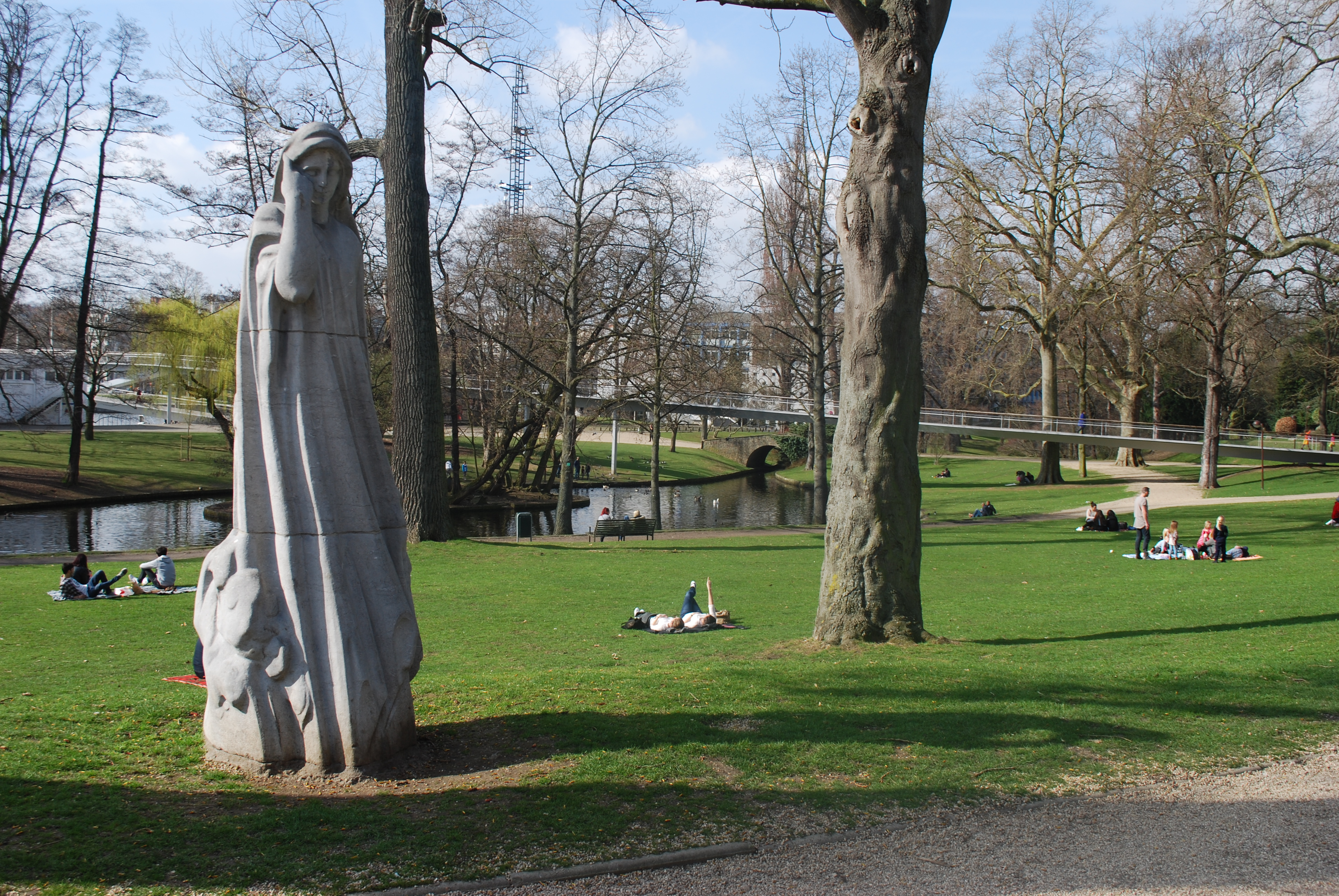
La Légende, Luik
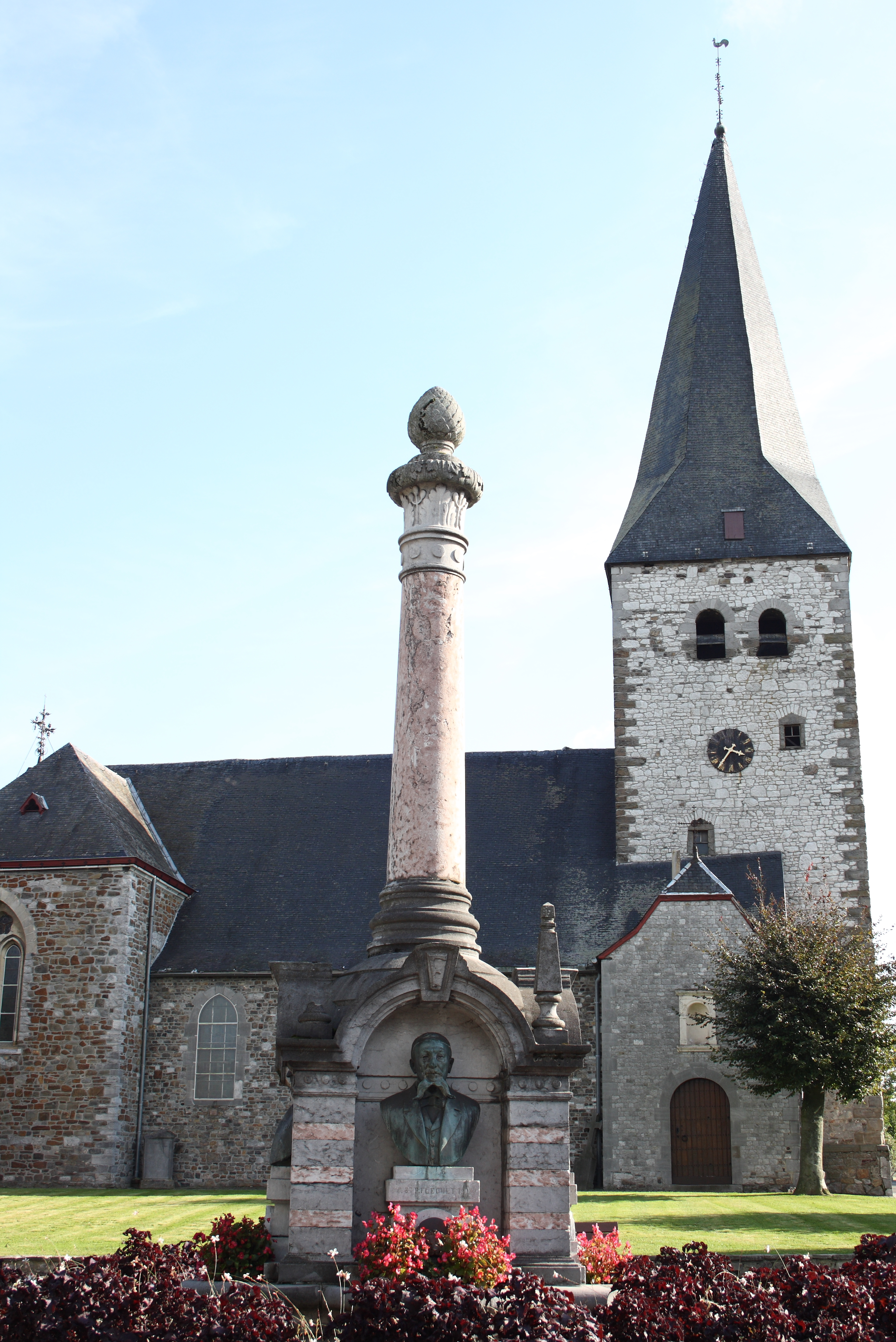
Monument du centenaire (1908), Weerst